# Mimosa farisii
Mimosa farisii är en ärtväxtart som beskrevs av Nathaniel Lord Britton och Joseph Nelson Rose. Mimosa farisii ingår i släktet mimosor, och familjen ärtväxter. Inga underarter finns listade i Catalogue of Life.